# مطار سيدبور
مطار سيدبور (بالبنغالية: সৈয়দপুর বিমানবন্দর )‏(إياتا: SPD، إيكاو: VGSD)هو مطار داخلي يخدم مدينة سيدبور في بنغلاديش.

## شركات الطيران
| شركـات طيـران              | الوجهات                                      | Refs. |
| -------------------------- | -------------------------------------------- | ----- |
| خطوط بيمان بنغلاديش الجوية | مطار كوكس بازار، مطار شاه جلال الدولي        | [ 3 ] |
| نوفو إير                   | مطار شاه جلال الدولي                         | [ 4 ] |
| يو إس بنغلا للطيران        | مطار شاه أمانات الدولي، مطار شاه جلال الدولي | [ 6 ] |